# Caliciopsis pseudotsugae
Caliciopsis pseudotsugae är en svampart som beskrevs av Fitzp. 1942. Caliciopsis pseudotsugae ingår i släktet Caliciopsis och familjen Coryneliaceae.   Inga underarter finns listade i Catalogue of Life.